# یواس‌اس دس موینز
یواس‌اس دس موینز ممکن است به یکی از موارد زیر اشاره داشته باشد:
- یواس‌اس دس موینز (سی‌ال-۱۷)
- یواس‌اس دس موینز (سی‌ای-۱۳۴)